# Berthe Dylion
Berthe Dylion, także Berta Dylion (ur. 1 kwietnia 1861 w Łodzi lub 7 marca 1861 w Zgierzu lub w 1863, zm. 20 czerwca 1923 w Paryżu) – polsko-francuska lekarka, doktor nauk medycznych Faculté de médecine de Paris.

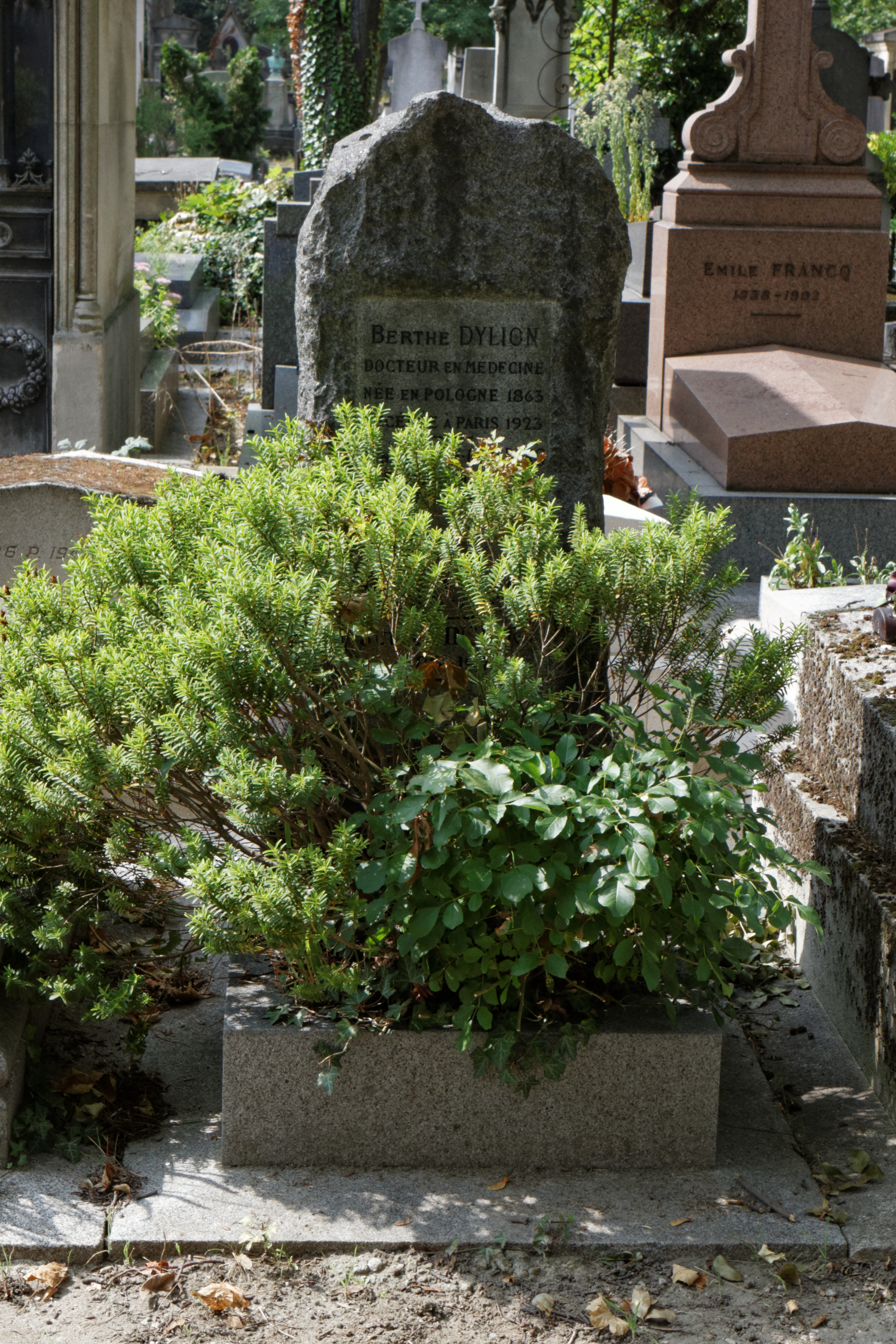
Nagrobek Berty Dylion na cmentarzu Père-Lachaise w Paryżu

## Życiorys
Berta Dylion pochodziła z Łodzi. Ukończyła naukę w gimnazjum w Kaliszu. Następnie wyjechała na studia do Paryża, ze względu na fakt, iż na terytorium Polski kobiety wówczas nie były przyjmowane na uczelnie wyższe. W 1890 ukończyła studia na Faculté de médecine de Paris, uzyskując stopień doktora medycyny. W 1891 za rozprawę pt. De l'insertion vicieuse du Placenta (pol. O poprzedzającem łożysku), dotyczą nieprawidłowości w zagnieżdżeniu łożyska, napisaną pod kierunkiem profesora M. Pinarda, została wyróżniona medalem, będąc jedyną kobietą wśród laureatów. Następnie założyła klinikę chorób kobiecych w Paryżu przy rue de Madrid 17.
Jej praca została wydana ponownie, w 2003 roku, po 113 latach od jej ogłoszenia przez paryską bibliotekę medyczną – Bibliothèque interuniversitaire de Santé (BIU Sante).

### Życie prywatne
Była córką Mayera Dyliona – łódzkiego fabrykanta i Tauby z domu Frenkel. Miała siostrę Ludwikę Hilsberg i kuzynkę Cécile Dylion, którym zadedykowała pracę dyplomową.
Została pochowana 24 czerwca na cmentarzu Père-Lachaise w Paryżu.

## Publikacje
- Dylion B., De l'insertion vicieuse du Placenta: essai de clinique thérapeutique, 1890[12].
- Dylion B., De l'insertion vicieuse du placenta: essai de clinique thérapeutique: Thèse pour le doctorat en médecine présentée et soutenue le 23 juillet 1890, BIU Santé, 2003[9].